# Cymbidieae
Les Cymbidieae són una tribu dins la família orquídies.

## Subtribus dins Cymbidieae
- Catasetinae
- Coeliopsidinae
- Cymbidiinae
- Cyrtopodiinae
- Eriopsidinae
- Eulophiinae
- Maxillariinae
- Oncidiinae
- Stanhopeinae
- Vargasiellinae
- Zygopetalinae

## Sinònims de Cymbidieae
- Cycnochideae Rchb.f., Xen. Orch., 1:109 (1885)
- Catasetiae Pfitzer, Entw. Nat. Anord. Orch., 105 (1887)
- Cyrtopodieae Pfitzer, Entw. Nat. Anord. Orch., 105 (1887)
- Dichaeae Pfitzer, Entw. Nat. Anord. Orch., 105 (1887)
- Gongoreae Pfitzer, Entw. Nat. Anord. Orch., 105 (1887)
- Huntleyeae Pfitzer, Entw. Nat. Anord. Orch., 105 (1887)
- Lycasteae Pfitzer, Entw. Nat. Anord. Orch., 105 (1887)
- Maxillarieae Pfitzer, Entw. Nat. Anord. Orch., 105 (1887)
- Oncidieae Pfitzer, Entw. Nat. Anord. Orch., 105 (1887)
- Stenieae Pfitzer, Entw. Nat. Anord. Orch., 105 (1887)
- Telpogonieae Pfitzer, Entw. Nat. Anord. Orch., 105 (1887)
- Therosteleae Pfitzer, Entw. Nat. Anord. Orch., 105 (1887)
- Zygopeteleae Pfitzer, Entw. Nat. Anord. Orch., 105 (1887)
- Galeandreae Dunsterv. & Garay, Ven Orchid, III, 2:29 (1961) sin. desc.
- Ionopsideae Dunsterv. & Garay, Ven Orchid, III, 2:29 (1961) sin. desc.
- Notyliaea Dunsterv. & Garay, Ven Orchid, III, 2:29 (1961) sin. desc.
- Ornithocephaleae Dunsterv. & Garay, Ven Orchid, III, 2:29 (1961) sin. desc.
- Dachyphylleae Dunsterv. & Garay, Ven Orchid, III, 2:29 (1961) sin. desc.
- Vargesielleae Dunsterv. & Garay, Ven Orchid, III, 2:29 (1961) sin. desc.
- Cryptarrheneneae (Dressler) Dressler, Phytologia, 21:443 (1971)